# Lista över färöiska tidningar
Detta är en lista över färöiska tidningar.
- 14. september (1947–1994)
- Arbeiðið (1934)
- Atlanten (1904–1919)
- Búnaðarbløð (1903–1904)
- Búreisingur (1902)
- Dagblaði (1935–2003)
- Dimmalætting (1877–)
- Dúgvan (1894–1928, 1941–1942)
- Fregnir (2001–2004)
- Fróðskaparrit (1952–)
- Fuglaframi (1898–1902)
- Færingetidende (1852)
- Færöernes Kundgörelsessamling (1940–1947)
- Færøsk Kirketidende (1890–)
- Føringatíðindi (1890–1906)
- Føroya kunngerðasavn A og B (1948–)
- Kristeligt Ungdomsblad for Færøerne (1908–1918)
- Norðlýsið (1915–)
- Oyggjarnar (1905–1908)
- Oyggjatíðindi (1977–)
- Ólavsøku-teiti (1892–1943)
- Sosialurin (1927–)
- Tingakrossur (1901–1954; 1960–1990)
- Ungu Föroyar (1907–1915)
- Várskot (1904–1905)